# Kałuszyn

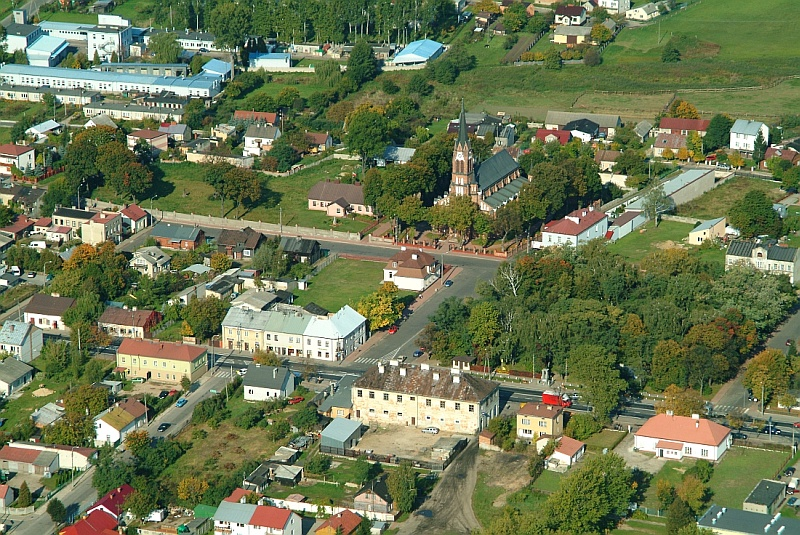
Das Stadtzentrum

Kałuszyn ist eine Stadt im Powiat Miński der Woiwodschaft Masowien in Polen. Sie ist Sitz der gleichnamigen Stadt-und-Land-Gemeinde mit 5749 Einwohnern (Stand 31. Dezember 2020).

## Geographische Lage
Kałuszyn liegt im östlichen Teil der Woiwodschaft Masowien, etwa 50 Kilometer östlich vom Zentrum Warschaus. Benachbarte Städte sind etwa 15 Kilometer westlich Mińsk Mazowiecki, 25 Kilometer nördlich Węgrów, 30 Kilometer östlich Siedlce und 30 Kilometer südlich Stoczek Łukowski.

## Geschichte
Die erste urkundliche Erwähnung des Ortes als Kaluszino stammt aus dem Jahr 1416. 1660 erhielt der Ort Stadtrecht. 1718 wurde das Stadtrecht bestätigt. Bei der Dritten Teilung Polens im Jahr 1795 wurde Kałuszyn Teil Preußens. Dies blieb es bis zur Gründung des Herzogtums Warschau im Jahr 1809. Nach dessen Auflösung wurde die Stadt 1815 Teil Kongresspolens. Am Ende des Novemberaufstands war die Stadt 1831 Schauplatz eines Gefechts zwischen den polnischen Aufständischen und der russischen Armee.
Nach Ende des Ersten Weltkrieges wurde Kałuszyn Teil der Zweiten Polnischen Republik. Beim Überfall auf Polen marschierte die deutsche Wehrmacht im September 1939 in die Stadt ein. Nach dem Zweiten Weltkrieg wurde Kałuszyn dann wieder Teil Polens.

## Gemeinde
Zur Stadt-und-Land-Gemeinde (gmina miejsko-wiejska) Kałuszyn gehören die Stadt selbst und 28 Dörfer mit Schulzenämtern.

## Bauwerke
Die Kirche der Heiligen Jungfrau Maria ist eine neogotische Kirche, welche zwischen 1889 und 1897 errichtet wurde. Baumeister des Gebäudes war Józef Pius Dziekoński.
Weiterhin sehenswert ist das Gebäude der Freiwilligen Feuerwehr, errichtet im Jahr 1918.
Weiterhin gibt es einige Denkmäler in der Stadt. So das Denkmal für die Kämpfer für die Unabhängigkeit (Bojownikom o Niepodległość), welches zum 20. Jahrestag der wiedergewonnenen Unabhängigkeit Polens am 11. November 1938 eingeweiht wurde.
Weiterhin erinnert ein Denkmal an die Kämpfe der I. Division der Infanterie Józef Piłsudski gegen die Wehrmacht im September 1939.

## Wirtschaft und Infrastruktur

### Verkehr
In Ost-West-Richtung führt die Landesstraße 2 (droga krajowa 2), die zugleich die Europastraße 30 bildet durch Kałuszyn. In östlicher Richtung führt sie nach etwa 130 Kilometern zum Grenzübergang Terespol nach Belarus. In westlicher Richtung führt sie nach etwa 50 Kilometern ins Zentrum Warschaus.
Die Stadt verfügt über keinen Anschluss an das Schienennetz. Es gibt Linienbusverbindungen unter anderem nach Warschau, Mińsk Mazowiecki, Biała Podlaska, Siedlce und Białystok.
Der nächste internationale Flughafen ist der Frédéric-Chopin-Flughafen Warschau, der etwa 60 Kilometer westlich von Kałuszyn liegt.

### Bildung
In Kałuszyn gibt es eine die Bolesław-Prus-Grundschule (Szkoła Podstawowa im. Bolesława Prusa) sowie die Mittelschule 6. Infanterieregiment Józef Piłsudski (Gimnazjum im. 6. Pułku Piechoty Legionów Józefa Piłsudskiego).

## Persönlichkeiten
- Zofia Garlińska-Hansen (1924–2013), Architektin